# Como Calcio 1976-1977
Questa voce raccoglie le informazioni riguardanti il Como Calcio nelle competizioni ufficiali della stagione 1976-1977.

## Stagione
In questa stagione il Como di Osvaldo Bagnoli ha disputato il campionato di Serie B, concluso al sesto posto, con 41 punti così ottenuti: 12 vittorie, 17 pareggi, 9 sconfitte, 35 gol fatti e 27 subiti. Una serie di risultati negativi nelle ultime sei giornate, con appena due punti ottenuti, gli ha precluso la promozione in Serie A. Con 14 reti il miglior marcatore lariano è stato Antonio Bonaldi di cui 12 in campionato e 2 in Coppa Italia.
Sono saliti in Serie A il Lanerossi Vicenza con 51 punti, l'Atalanta ed il Pescara con 49 punti, sono retrocessi in Serie C la Spal ed il Catania con 31 punti ed il Novara con 29 punti.
In Coppa Italia il Como è stato eliminato al primo turno, classificandosi al secondo posto nel quarto girone eliminatorio, alle spalle della Spal.

## Rosa
| N. |                   | Ruolo | Calciatore         |
| -- | ----------------- | ----- | ------------------ |
|    | Italia (bandiera) | P     | Ottorino Piotti    |
|    | Italia (bandiera) | P     | Antonello Sartorel |
|    | Italia (bandiera) | P     | Villiam Vecchi     |
|    | Italia (bandiera) | D     | Silvano Fontolan   |
|    | Italia (bandiera) | D     | Roberto Melgrati   |
|    | Italia (bandiera) | D     | Luigi Tarallo      |
|    | Italia (bandiera) | D     | Pietro Vierchowod  |
|    | Italia (bandiera) | C     | Walter Casaroli    |
|    | Italia (bandiera) | C     | Claudio Correnti   |
|    | Italia (bandiera) | C     | Giorgio Garbarini  |

| N. |                   | Ruolo | Calciatore           |
| -- | ----------------- | ----- | -------------------- |
|    | Italia (bandiera) | C     | Mario Guidetti       |
|    | Italia (bandiera) | C     | Gianfranco Matteoli  |
|    | Italia (bandiera) | C     | Domenico Volpati     |
|    | Italia (bandiera) | C     | Aldo Raimondi        |
|    | Italia (bandiera) | A     | Ernesto Apuzzo       |
|    | Italia (bandiera) | A     | Antonio Bonaldi      |
|    | Italia (bandiera) | A     | Pasquale Iachini     |
|    | Italia (bandiera) | A     | Santino Pozzi        |
|    | Italia (bandiera) | A     | Alessandro Scanziani |
|    | Italia (bandiera) | A     | Enrico Todesco       |

## Risultati

### Serie B

#### Girone di andata
| Arbitro: | Barbaresco (Cormons) |

|             |           |                   |
| Zandoli 23’ | Marcatori | 30’ (aut.) Ghetti |

| Arbitro: | Gonella (Torino) |

|                                 |           |             |
| Casaroli 43’ Bonaldi 57’ (rig.) | Marcatori | 80’ Mendoza |

| Varese 10 ottobre 1976 3ª giornata | Varese             | 0 – 0 referto | Como | Stadio Franco Ossola\| Arbitro: \| Reggiani (Bologna) \| |
| Arbitro:                           | Reggiani (Bologna) |               |      |                                                          |

| Arbitro: | Esposito (Torre Annunziata) |

|                          |           |  |
| Bonaldi 36’ Casaroli 88’ | Marcatori |  |

| Arbitro: | Vannucchi (Bologna) |

|                          |           |             |
| Barlassina 62’ Mutti 90’ | Marcatori | 80’ Volpati |

| Arbitro: | Trinchieri (Reggio Emilia) |

|             |           |          |
| Bonaldi 13’ | Marcatori | 85’ Ghio |

| Monza 7 novembre 1976 7ª giornata | Monza             | 0 – 0 referto | Como | Stadio Gino Alfonso Sada\| Arbitro: \| Mattei (Macerata) \| |
| Arbitro:                          | Mattei (Macerata) |               |      |                                                             |

| Arbitro: | Ciulli (Roma) |

|             |           |  |
| Volpati 58’ | Marcatori |  |

| Cagliari 21 novembre 1976 9ª giornata | Cagliari            | 0 – 0 referto | Como | Stadio Sant'Elia\| Arbitro: \| Lo Bello (Siracusa) \| |
| Arbitro:                              | Lo Bello (Siracusa) |               |      |                                                       |

| Arbitro: | Ciacci (Firenze) |

|                         |           |  |
| Bonaldi 1’ Guidetti 90’ | Marcatori |  |

| Como 5 dicembre 1976 11ª giornata | Como              | 0 – 0 referto | Pescara | Stadio Giuseppe Sinigaglia\| Arbitro: \| Barboni (Firenze) \| |
| Arbitro:                          | Barboni (Firenze) |               |         |                                                               |

| Arbitro: | Pieri (Genova) |

|             |           |  |
| Pircher 88’ | Marcatori |  |

| Arbitro: | Falasca (Chieti) |

|             |           |  |
| Bonaldi 53’ | Marcatori |  |

| Arbitro: | Lops (Torino) |

|                     |           |             |
| Fasolato 62’ (rig.) | Marcatori | 12’ Bonaldi |

| Arbitro: | Lapi (Firenze) |

|                           |           |  |
| Guidetti 29’ Casaroli 39’ | Marcatori |  |

| Arbitro: | Schena (Foggia) |

|  |           |                               |
|  | Marcatori | 20’, 53’ Guidetti 44’ Iachini |

| Arbitro: | Mattei (Macerata) |

|  |           |             |
|  | Marcatori | 53’ Volpati |

| Arbitro: | Terpin (Trieste) |

|             |           |  |
| Bonaldi 57’ | Marcatori |  |

| Arbitro: | Menicucci (Firenze) |

|                       |           |  |
| Salvi 68’ Faloppa 90’ | Marcatori |  |

#### Girone di ritorno
| Arbitro: | Benedetti (Roma) |

|                                                   |           |  |
| Fontolan 6’ Bonaldi 16’ Scanziani 32’ Iachini 43’ | Marcatori |  |

| Terni 20 febbraio 1977 21ª giornata | Ternana            | 0 – 0 referto | Como | Stadio Libero Liberati\| Arbitro: \| Michelotti (Parma) \| |
| Arbitro:                            | Michelotti (Parma) |               |      |                                                            |

| Arbitro: | Ciulli (Roma) |

|                                       |           |  |
| Bonaldi 27’ (rig.), 59’ Scanziani 58’ | Marcatori |  |

| Arbitro: | Trinchieri (Reggio Emilia) |

|              |           |  |
| Selvaggi 16’ | Marcatori |  |

| Arbitro: | Reggiani (Bologna) |

|                                     |           |  |
| Scanziani 35’ De Gennaro 73’ (aut.) | Marcatori |  |

| Arbitro: | Lops (Torino) |

|                           |           |                                 |
| Fiorini 80’ Altobelli 89’ | Marcatori | 51’ Bonaldi 60’ (aut.) Podavini |

| Arbitro: | Benedetti (Roma) |

|               |           |            |
| Scanziani 65’ | Marcatori | 7’ Tosetto |

| Avellino 3 aprile 1977 27ª giornata | Avellino      | 0 – 0 referto | Como | Stadio Partenio\| Arbitro: \| Longhi (Roma) \| |
| Arbitro:                            | Longhi (Roma) |               |      |                                                |

| Como 10 aprile 1977 28ª giornata | Como             | 0 – 0 referto | Cagliari | Stadio Giuseppe Sinigaglia\| Arbitro: \| D'Elia (Salerno) \| |
| Arbitro:                         | D'Elia (Salerno) |               |          |                                                              |

| Arbitro: | Agnolin (Bassano del Grappa) |

|                                 |           |  |
| Mariani 15’, 42’ Bellinazzi 29’ | Marcatori |  |

| Pescara 24 aprile 1977 30ª giornata | Pescara              | 0 – 0 referto | Como | Stadio Adriatico\| Arbitro: \| Barbaresco (Cormons) \| |
| Arbitro:                            | Barbaresco (Cormons) |               |      |                                                        |

| Como 1 maggio 1977 31ª giornata | Como             | 0 – 0 referto | Atalanta | Stadio Giuseppe Sinigaglia\| Arbitro: \| Ciacci (Firenze) \| |
| Arbitro:                        | Ciacci (Firenze) |               |          |                                                              |

| Lecce 8 maggio 1977 32ª giornata | Lecce             | 0 – 0 referto | Como | Stadio Via del Mare\| Arbitro: \| Mattei (Macerata) \| |
| Arbitro:                         | Mattei (Macerata) |               |      |                                                        |

| Como 15 maggio 1977 33ª giornata | Como           | 0 – 0 referto | SPAL | Stadio Giuseppe Sinigaglia\| Arbitro: \| Pieri (Genova) \| |
| Arbitro:                         | Pieri (Genova) |               |      |                                                            |

| Arbitro: | F. Panzino (Catanzaro) |

|                           |           |  |
| Trevisan 39’ Odorizzi 89’ | Marcatori |  |

| Arbitro: | Prati (Parma) |

|                              |           |                            |
| Citterio 3’ (aut.) Pozzi 21’ | Marcatori | 29’, 89’ Majo 42’ Osellame |

| Arbitro: | Artico (Padova) |

|             |           |              |
| Bonaldi 41’ | Marcatori | 72’ Cattaneo |

| Arbitro: | Ciulli (Roma) |

|                                               |           |              |
| S. Pellizzaro 8’ Fagni 59’ Gabbana 63’ (aut.) | Marcatori | 76’ Casaroli |

| Arbitro: | Michelotti (Parma) |

|             |           |              |
| Bonaldi 76’ | Marcatori | 69’ G. Salvi |

### Coppa Italia

#### Quarto Girone
| 29 agosto 1976 1ª giornata |  | – Turno di riposo COMO |  |  |

| Arbitro: | Frasso (Capua) |

|                                      |           |                               |
| Palanca 43’, 66’ (rig.) Sperotto 73’ | Marcatori | 75’ Scanziani 77’ M. Guidetti |

| Arbitro: | Bergamo (Livorno) |

|             |           |                |
| Bonaldi 65’ | Marcatori | 81’ G. Mariani |

| Arbitro: | Ciulli (Roma) |

|                                 |           |           |
| Casaroli 17’ Bonaldi 72’ (rig.) | Marcatori | 53’ Paina |

| Arbitro: | Milan (Treviso) |

|             |           |                 |
| Pezzato 39’ | Marcatori | 14’ M. Guidetti |

Classifica del quarto girone di qualificazione: Spal punti 6, Como e Cesena punti 4, Ternana e Catanzaro punti 3.

## Statistiche

### Statistiche di squadra
| Competizione | Punti | In casa | In casa | In casa | In casa | In casa | In casa | In trasferta | In trasferta | In trasferta | In trasferta | In trasferta | In trasferta | Totale | Totale | Totale | Totale | Totale | Totale | DR |
| Competizione | Punti | G       | V       | N       | P       | Gf      | Gs      | G            | V            | N            | P            | Gf           | Gs           | G      | V      | N      | P      | Gf     | Gs     | DR |
| ------------ | ----- | ------- | ------- | ------- | ------- | ------- | ------- | ------------ | ------------ | ------------ | ------------ | ------------ | ------------ | ------ | ------ | ------ | ------ | ------ | ------ | -- |
| Serie B      | 41    | 19      | 10      | 7       | 2       | 25      | 9       | 19           | 2            | 10           | 7            | 10           | 18           | 38     | 12     | 17     | 9      | 35     | 27     | +8 |
| Coppa Italia | 4     | 2       | 1       | 1       | 0       | 3       | 2       | 2            | 0            | 1            | 1            | 3            | 4            | 4      | 1      | 2      | 1      | 5      | 5      | 0  |
| Totale       |       | 21      | 11      | 8       | 2       | 28      | 11      | 21           | 2            | 11           | 8            | 13           | 22           | 42     | 13     | 19     | 10     | 40     | 32     | +8 |

### Statistiche dei giocatori
| Giocatore     | Serie B  | Serie B | Serie B     | Serie B    | Coppa Italia | Coppa Italia | Coppa Italia | Coppa Italia | Totale   | Totale | Totale      | Totale     |
| Giocatore     | Presenze | Reti    | Ammonizioni | Espulsioni | Presenze     | Reti         | Ammonizioni  | Espulsioni   | Presenze | Reti   | Ammonizioni | Espulsioni |
| ------------- | -------- | ------- | ----------- | ---------- | ------------ | ------------ | ------------ | ------------ | -------- | ------ | ----------- | ---------- |
| E. Apuzzo     | 8        | 0       | ?           | ?          | -            | -            | -            | -            | 8        | 0      | 0+          | 0+         |
| A. Bonaldi    | 35       | 12      | ?           | ?          | 4            | 2            | ?            | ?            | 39       | 14     | ?           | ?          |
| W. Casaroli   | 26       | 4       | ?           | ?          | 4            | 1            | ?            | ?            | 30       | 5      | ?           | ?          |
| M. Colaprete  | 2        | 0       | ?           | ?          | -            | -            | -            | -            | 2        | 0      | 0+          | 0+         |
| C. Correnti   | 37       | 0       | ?           | ?          | 4            | 0            | ?            | ?            | 41       | 0      | ?           | ?          |
| S. Fontolan   | 31       | 1       | ?           | ?          | 4            | 0            | ?            | ?            | 35       | 1      | ?           | ?          |
| M. Gabbana    | 13       | 0       | ?           | ?          | 1            | 0            | ?            | ?            | 14       | 0      | ?           | ?          |
| G. Garbarini  | 38       | 0       | ?           | ?          | 3            | 0            | ?            | ?            | 41       | 0      | ?           | ?          |
| M. Guidetti   | 37       | 4       | ?           | ?          | 4            | 2            | ?            | ?            | 41       | 6      | ?           | ?          |
| P. Iachini    | 27       | 2       | ?           | ?          | 2            | 0            | ?            | ?            | 29       | 2      | ?           | ?          |
| G. Martinelli | 8        | 0       | ?           | ?          | 4            | 0            | ?            | ?            | 12       | 0      | ?           | ?          |
| G. Matteoli   | 1        | 0       | ?           | ?          | -            | -            | -            | -            | 1        | 0      | 0+          | 0+         |
| R. Melgrati   | 36       | 0       | ?           | ?          | 3            | 0            | ?            | ?            | 39       | 0      | ?           | ?          |
| O. Piotti     | 6        | -9      | ?           | ?          | 3            | -5           | ?            | ?            | 9        | -14    | ?           | ?          |
| S. Pozzi      | 14       | 1       | ?           | ?          | -            | -            | -            | -            | 14       | 1      | 0+          | 0+         |
| A. Raimondi   | 14       | 0       | ?           | ?          | 1            | 0            | ?            | ?            | 15       | 0      | ?           | ?          |
| A. Scanziani  | 34       | 4       | ?           | ?          | 4            | 1            | ?            | ?            | 38       | 5      | ?           | ?          |
| L. Tarallo    | 5        | 0       | ?           | ?          | 1            | 0            | ?            | ?            | 6        | 0      | ?           | ?          |
| W. Vecchi     | 32       | -16     | ?           | ?          | 1            | -1           | ?            | ?            | 33       | -17    | ?           | ?          |
| D. Volpati    | 36       | 3       | ?           | ?          | 4            | 0            | ?            | ?            | 40       | 3      | ?           | ?          |